# Corea del Sur en los Juegos Paralímpicos de Vancouver 2010
Corea del Sur estuvo representada en los Juegos Paralímpicos de Vancouver 2010 por un total de 25 deportistas, 23 hombres y dos mujeres.

## Medallistas
El equipo paralímpico surcoreano obtuvo las siguientes medallas:
| Nombre                                                            | Deporte                    | Evento       |
| ----------------------------------------------------------------- | -------------------------- | ------------ |
| Oro                                                               |                            |              |
| —                                                                 |                            |              |
| Plata                                                             |                            |              |
| Cho Yang-Hyun Kang Mi-Suk Kim Hak-Sung Kim Myung-Jin Park Kil-Woo | Curling en silla de ruedas | Torneo mixto |
| Bronce                                                            |                            |              |
| —                                                                 |                            |              |